# Рупин, Юрий Константинович
Юрий Константинович Рупин (1 октября 1946, Лиман, Сталинская область, СССР — 22 октября 2008, Вильнюс, Литва) — советский фотограф, художник, писатель.

## Биография
- Родился 1 октября 1946 года в городе Красный Лиман, Сталинской области на Украине.
- Первый фотоаппарат получил в 1958 году, тогда же начал снимать.
- С 1961 по 1965 года учился в Славянском техникуме. С 1965 по 1968 годы служил в Советской Армии (Тбилиси, Ереван).
- С 1969 по 1974 — обучение в Харьковском Политехническом Институте.
- 1979—1985 учился в Ленинградской академии художеств им. Репина.
- В 1974—1976 годах основал в Харькове творческую группу "Время".
- С 1971 по 1985 работал корреспондентом в «ТАСС», «Вечернем Харькове», «Красном Знамени», на Харьковском рекламном комбинате.
- В 1990—1993 годах открывает совместно с Анатолием Мазюком первую в СССР частную галерею «МРК» в Таллине, Эстония.
- С 1994 по 2001 — генеральный директор фотоагентства «Рупинком».
- Автор текста: «Дневник фотографа в архивах КГБ».[2]
- Умер в Вильнюсе 22 октября 2008 года.

## Группа «Время» (Харьков)
Юрий Рупин является сооснователем известнейшей на Украине и в целом по СССР творческой группы "Время" (1974—1976).
В состав группы также входили такие фотографы как Евгений Павлов, Олег Малеванный, Александр Супрун, Геннадий Тубалев, Борис Михайлов и Александр Ситниченко, а впоследствии и Анатолий Макиенко.

## Выставки группы «Время» (Харьков)
- Дворец студентов Харьков СССР 1987
- «Carte blanche a Boris Mikhailov» в Cite Internationale des Arts, Париж (сентябрь-октябрь) 1999

## Статьи где упоминается группа «Время» (Харьков)
- Ссылки по группе «Время» (Харьков): Татьяна Павлова, Харьков, «Веер в кулаке»
- «Борис Михайлов: „Концептуализм для меня — это аналитическая позиция“» «Художественный журнал» 2008

## Участие в выставках (1974—1976)
За довольно короткое время существования группы «Время» Юрий Рупин участвовал и выигрывал призы на следующих выставках по всему миру:
Австралия
- Interphoto 76 (Норвуд, Южная Австралия)

Ангола
- Grupo Desportivo e Curtural Da Sesil Do Ultramar (Луанда)

Аргентина
- Foto Club Buenos Aires (Буэнос-Айрес)
- Foto Сlub Argentino (Буэнос-Айрес)
- SalonInternational De Art Fotografico (Буэнос-Айрес)

Бельгия
- 2nd world festival of photographic arts
- Fotoclub Virton
- Virton-76

Бразилия
- Sosiedade Fluminense de Fotografia

Великобритания
- Edinburgh Photographic Society (Эдинбург)
- International Exhibition of Pictorial Photography

ГДР
- 6 bifota (Берлин)

Германия
- FotoFilmeclub (Капеллен)
- «Photokona» (Кёльн)
- International Neusser fotowochen

Голландия
- Fotomundi

Дания
- Den XIX (Хаудруп)
- The Sosiety of Photographic Art (Хаудруп)

Италия
- Gruppo Fotografico Toro (Торино)

Индия
- PSMP, International Salon (Бхопал)

Испания
- Europa75 bienale de fotografia
- Fotosport76 (Реус)
- Sosiedad Fotografica Zaragoza

Польша
- Małe formaty 74
- V Salon Portretu Artystycznego
- Venus-74 (Краков)
- Venus-75 (Краков)

Португалия
- Repartição de Cltura e Turismo (Порто)

Румыния
- Asociatia artiştilor fotografi (Бухарест)

США
- 18th Wichita International Salon of Photography
- Bristol Salon of Photography
- Mississippi Vaдley, St. Louise
- Northwest International (Вашингтон)
- Wichita international exhibition of photography

Франция
- 4-e Salon de Photographies Nimes (Ним)
- 5eme Salon International D’art Photographique 1976 (Ним)
- Bordeaux
- Cine Flach Club (Венсен)
- Coupe charles phate
- F.N.S.P.F (Париж)
- Macon
- Mautes la Zolie
- Photo9club ARTEK Moucron
- Salon International photographique (Бордо)

Чехословакия
- III INFOTA 1974 (Йичин)
- IV INFOTA 1976 (Йичин)
- Fotoforum Ruzomberok
- Fotografia Academica
- Vitkovice-74 (Острава)

Швейцария
- Photo Club Aigle
- Photo Club St-Gallem

Шри Ланка
- The Exhibition Photographic Society of Sri Lanka

Югославия 
- Foto klub Natron
- Sterijino Pozorje (Новый Сад)

Япония
- Asahi Shimbun (Токио)

## Недавние выставки и публикации
- Photography Day at London Art Fair 2009
- HotShoe International (Февраль — Март 2009) — Обложка
- EYEMAZING Magazine (Номер 02 2009) — Статья